# Rhyothemis pygmaea
Rhyothemis pygmaea – gatunek ważki z rodziny ważkowatych (Libellulidae). Występuje w Indonezji; stwierdzony na wyspach Ambon i Obi (Moluki), Celebesie oraz w nieokreślonej lokalizacji na Nowej Gwinei (przypuszczalnie w zachodniej części wyspy). Gatunek często mylony z Rhyothemis fulgens, stwierdzenia R. pygmaea na zachód od linii Wallace’a w rzeczywistości dotyczą R. fulgens.